# Jeremiah Nelson

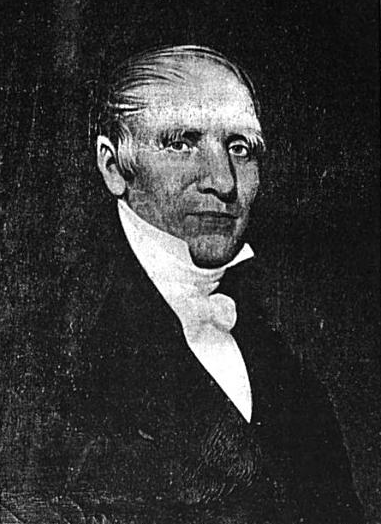
Jeremiah Nelson

Jeremiah Nelson (* 14. September 1769 in Rowley, Province of Massachusetts Bay; † 2. Oktober 1838 in Newburyport, Massachusetts) war ein US-amerikanischer Politiker. Zwischen 1805 und 1833 vertrat er dreimal den Bundesstaat Massachusetts im US-Repräsentantenhaus.

## Werdegang
Jeremiah Nelson besuchte die öffentlichen Schulen seiner Heimat und danach bis 1790 das Dartmouth College in Hanover (New Hampshire). Danach arbeitete er in Newburyport im Handel. Gleichzeitig begann er als Mitglied der Föderalistischen Partei eine politische Laufbahn. In den Jahren 1803 und 1804 war er Mitglied des Massachusetts General Court. Bei den Kongresswahlen des Jahres 1804 wurde Nelson im dritten Wahlbezirk seines Staates in das US-Repräsentantenhaus in Washington, D.C. gewählt, wo er am 4. März 1805 die Nachfolge von Manasseh Cutler antrat. Da er im Jahr 1806 auf eine Kandidatur zur Wiederwahl verzichtete, konnte er bis zum 3. März 1807 zunächst nur eine Legislaturperiode im Kongress absolvieren.
1811 wurde Nelson Vorsitzender des Gemeinderates in Newburyport. Bei den Wahlen des Jahres 1814 wurde er erneut im dritten Distrikt seines Staates in den Kongress gewählt, wo er am 4. März 1815 Timothy Pickering ablöste. Nach vier Wiederwahlen konnte er bis zum 3. März 1825 fünf weitere Amtszeiten im Kongress verbringen. Seit 1821 leitete er den Ausschuss zur Kontrolle der Ausgaben für staatliche Liegenschaften. Im Jahr 1824 stellte er sich nicht zur Wiederwahl.
In den 1820er Jahren schloss sich Nelson der Bewegung um Präsident John Quincy Adams und Henry Clay an und wurde Mitglied der kurzlebigen National Republican Party. 1829 wurde er Präsident der Feuerversicherungsgesellschaft Newburyport Mutual Fire Insurance Co. Im Jahr 1830 wurde er letztmals in den Kongress gewählt, wo er am 4. März 1831 die Nachfolge von John Varnum antrat. Seit dem Amtsantritt von Präsident Andrew Jackson im Jahr 1829 wurde innerhalb und außerhalb des Kongresses heftig über dessen Politik diskutiert. Dabei ging es um die umstrittene Durchsetzung des Indian Removal Act, den Konflikt mit dem Staat South Carolina, der in der Nullifikationskrise gipfelte, und die Bankenpolitik des Präsidenten.
Im Jahr 1832 kandidierte Jeremiah Nelson nicht mehr für den Kongress. Nach dem endgültigen Ende seiner Zeit im US-Repräsentantenhaus arbeitete er im Versandhandel. Er starb am 2. Oktober 1838 in Newburyport.